# سفين كونيغ (أستاذ جامعي)
سفين كونيغ (بالألمانية: Sven Koenig)‏ هو عالم حاسوب ألماني، ولد في 12 فبراير 1964.